# اوبا (منطقه مسکونی)
اوبا (به پرتغالی: Ubá) یک منطقهٔ مسکونی در برزیل است که در مینا ژرایس واقع شده‌است. اوبا ۴۰۷٫۷ کیلومتر مربع مساحت و ۱۰۴٬۰۰۴ نفر جمعیت دارد و ۳۳۸ متر بالاتر از سطح دریا واقع شده‌است.